# Mihri Müşfik Hanım
Mihri Müşfik Hanım, más néven Mihri Achba vagy Mihri Rasim (Isztambul, 1886. február 26. – New York, 1954 körül) az első elismert török festőnők egyike. Ő volt az első modern kori női művész, aki festészetet tanult. Műveit széles körben elismerték. Számos ismert ember portréját megfestette, köztük Mustafa Kemal Atatürkét és XV. Benedek pápáét.

## Élete
Mihri Müşfik Hanım az Anchabadze dinasztia – a legrégebbi abház nemesi család – tagjaként született Isztambul Kadıköy negyedének Baklatarlası városrészében, 1886. február 26-án. Apja dr. Ahmed Rasim pasa, abház herceg az anatómia szakértője volt, a Katonai Orvosi Egyetem oktatója; hivatalos dokumentumok és családi levelek is az intézmény igazgatójaként említik. Dr. Ahmed Rasim pasa kifinomult ízlése a zene, festészet és irodalom terén nagy szerepet játszhatott lánya művésszé válásában. A pasa nemcsak orvosként tett szert hírnévre, de zenei érdeklődéséről is ismerték, és estélyein gyakran játszott a saz nevű hangszeren; jellemző alakja volt a korabeli isztambuli elitnek, akik körében szokásos volt a „nyugatias sokoldalúság”. Mihri Hanım anyja, a szintén abház Fatma Neședil Hanım egy volt Rasim pasa feleségei közül. Mihri húga, Enise Hanım lánya volt Hale Asaf, az oszmán kor végnapjainak másik kiemelkedő festője.
Mihri Hanım tipikus nyugati neveltetést kapott, érdeklődött az irodalom, a zene és a festészet iránt. Első magánleckéit festészetből Fausto Zonaro olasz orientalista művésztől kapta, Zonaro Beşiktaş-Akaretler városrészben lévő stúdiójában. Mihri Hanım beleszeretett egy Isztambulba látogató olasz akrobatatársulat igazgatójába, és Rómába, majd Párizsba ment, hogy része legyen az ottani művészi köröknek. Egy ideig egy, a párizsi Montparnasse-on lévő lakásban élt és dolgozott; portréfestészetből tartotta fenn magát, illetve egyik szobáját diákoknak adta bérbe. A diákok egyike volt Müşfik Selami Bey, aki politikatudományt tanult a Sorbonne-on, és aki Mihri későbbi férje lett. Müşfik Bey a Bursában közismert Selami Bey fia volt; érdeklődött a politika mellett a történelem és az irodalom iránt is. Házasságkötésük dátuma nem ismert.
Mihri Hanım Párizsban megismerkedett Cevit Beyjel, az Oszmán Birodalom pénzügyminiszterével, aki azért érkezett Franciaországba, hogy egyezségre jusson a francia kormánnyal a balkáni háborút követően. A táviratoknak köszönhetően, amelyekben Cavit Bey az oktatásügyi miniszter figyelmébe ajánlotta, Mihri Hanımot 1913-ban kinevezték az Isztambuli Női Tanítóképző művészettanárává. Mikor 1914-ben megnyílt a Szépművészeti Leányiskola, Mihri Hanım lett az intézmény igazgatója és egyben művészetoktatója.
Mihri Hanımnak voltak barátai az Edebiyat-ı Cedide („Új Irodalom”) költői közt is, főként a mozgalom egyik vezetője, Tevfik Fikret. Ha az Edebiyat-ı Cedide a késő oszmán kori értelmiségre ható francia művészeti befolyás irodalmi ágát képviselte, akkor Mihri Hanım a festészetit; különleges helye volt az iskola művészei közt. Tevfik Fikret háza Aşiyanban egy időre Mihri stúdiója lett, mint azt Fikret feljegyzéseiből tudjuk: „Fenn az emeleten van egy hölgy, aki a portréimat festi. Olyan csodálatosan értelmezi a verseimet – meglepetéssel fedeztem fel, hogy szavaim ennyire jelentőségteljesek. Elkezdte leírni nekem saját magam. Mennyire elidegenedtem a saját írásomtól!”
Az Edebiyat-ı Cedide költőire hatással volt a realizmus, a parnasszianizmus és a szimbolizmus, amelyek a 19. századi francia irodalmat dominálták. Cenab Şahabettin, a Servet-i Fünun tagja megjegyzi, hogy az egyik legalapvetőbb jellemzője a különleges kapcsolat a természettel, „a hellyel, ahol érzelmek és álmok kóborolnak”; egyben a művész lelke tükrének is tartották. Emellett a hatás mellett az Edebiyat-ı Cedide költészetének szín-szimbolikája is hatással lehetett Mihri Hanım műveire. Hlit Ziya híres regénye, a Maî ve Siyah („Kék és fekete”) Edebiyat-ı Cedide iskola műveit és Mihri Hanım portréinak kékjét tükrözi.
Mihri Hanım látogatása Hüseyin Cahit Yalçın újságírónál és Cavit Bey elítélt exminiszternél kritikát váltott ki a viselkedését illetően. Válaszként Mihri és tanítványai 1919-ben ellátogattak a Tanin újsághoz, ahol elutasították a vádakat. Az İttihad ve Terakki Cemiyetihez (Unió és Haladás Pártja; İTC) fűződő szoros kapcsolata miatt végül 1919-ben el kellett hagynia Isztambult, és Olaszországba ment. Visszatérése után egy éven belül már újra a Szépművészeti Lányiskolában tanított.
1922 vége felé újra Olaszországba utazott, és véget vetett házasságának Müşfik Beyjel; 1923-ban váltak el. Mihri viszonyt folytatott Gabriele D’Annunzio olasz költővel, akinek egy festő barátja, Renato Brozzi mutatta be. D’Annunziónak köszönhetően nyílt alkalma lefesteni a pápát és dolgozni egy kápolna freskóinak restaurálásán. D’Annunzio és Brozzi levelezésében időnként előfordul Mihri neve. 1926. február 4-én D’Annunzio így ír Brozzinak: „Hol van a török hölgy? Nem hallok felőle. Ha látod, öleld át a nevemben, de csak olyan öleléssel, mint a hárem agái!” Egy másik, 1926. augusztus 26-án kelt levelében ismét megemlíti: „Hol van az odaliszk, Mihri?” Úgy tűnik, bármennyire küzdött is Mihri Hanım azért, hogy elismerjék, az olaszok továbbra is az orientalizmus szűrőjén keresztül látták.
Mihri Hanım a köztársaság megalapítása után rövid időre visszatért Törökországba, megfestette Atatürk portréját és személyesen adta át neki az ankarai Çankaya elnöki rezidencián.
Mihri Hanım ezután Rómába utazott, majd Párizsba, végül az Egyesült Allamokba, ahol ellátogatott New Yorkba, Bostonba, Washingtonba és Chicagóba). Nem tudni, mikor távozott Törökországból és mikor érkezett az USA-ba, bár a The New York Times 1928. november 25-ei számában megemlítik, hogy műveiből kiállítás látható a George Maziroff Galériában november 26. és december 15. között, ami azt jelzi, 1928 után New Yorkban volt.
1938 és 1939 között a Long Island-i világkiállításon dolgozott. Ebben az időszakban megfestette Ahmet Emin Yalman New Yorkban élő török újságíró felesége, Rezzan Yelman portréját. Emellett a második világháború idején számos New York-i magazin borítójához is készített illusztrációkat. Utolsó éveit szegénységben töltötte, halála után a szegények temetőjében helyezték örök nyugalomra a New York-i Hart Islanden 1954-ben.

## Fordítás
- Ez a szócikk részben vagy egészben  a   Mihri Müşfik Hanım című angol Wikipédia-szócikk ezen változatának fordításán alapul.  Az eredeti cikk szerkesztőit annak laptörténete sorolja fel. Ez a jelzés csupán a megfogalmazás eredetét és a szerzői jogokat jelzi, nem szolgál a cikkben szereplő információk forrásmegjelöléseként.